# كلير مالوري
كلير مالوري (بالإنجليزية: Clare Mallory)‏ (25 سبتمبر 1913 - 20 أبريل 1991)؛ كاتِبة مُتخصِّصة في أدب الأطفال وروائية نيوزيلندية. درست في جامعة أوتاغو.